# Umami
Umami (jap. 旨味, うま味; dosł.: smak, smaczność, smakowitość) – jeden z pięciu podstawowych smaków odczuwanych przez człowieka.

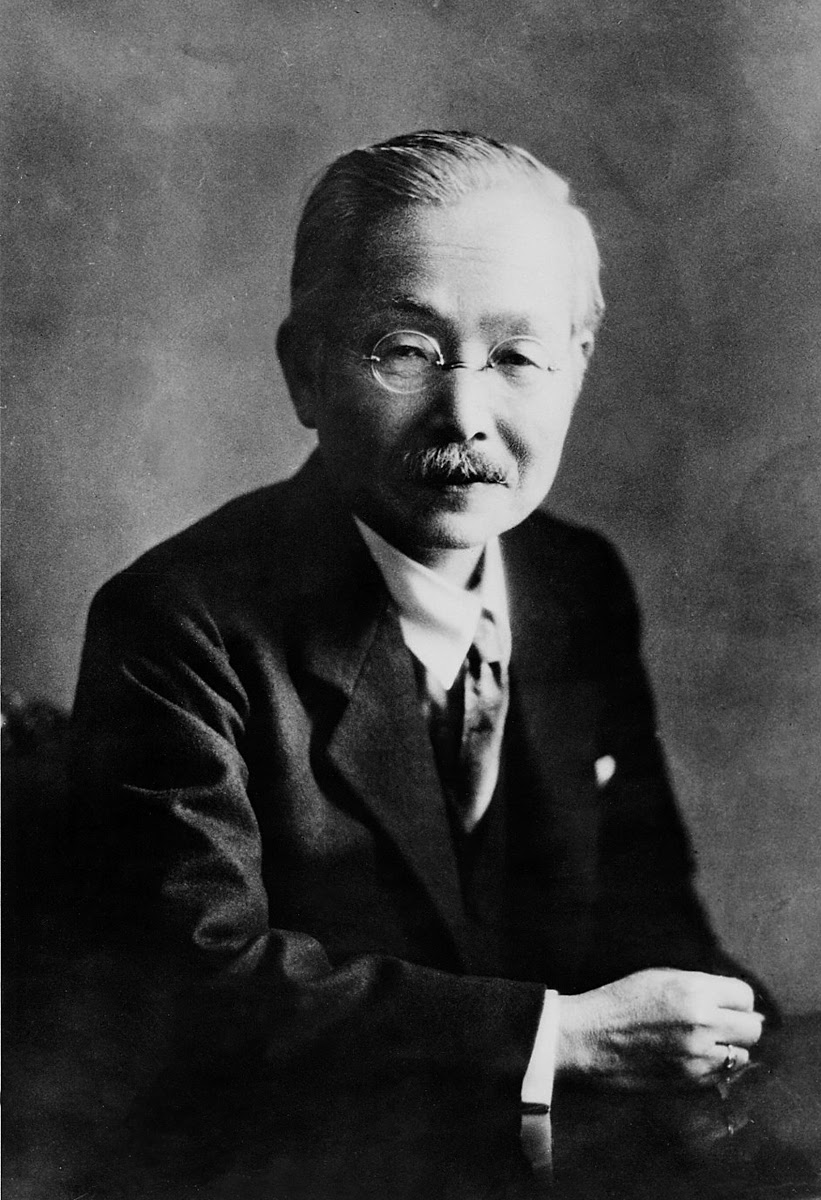
Kikunae Ikeda

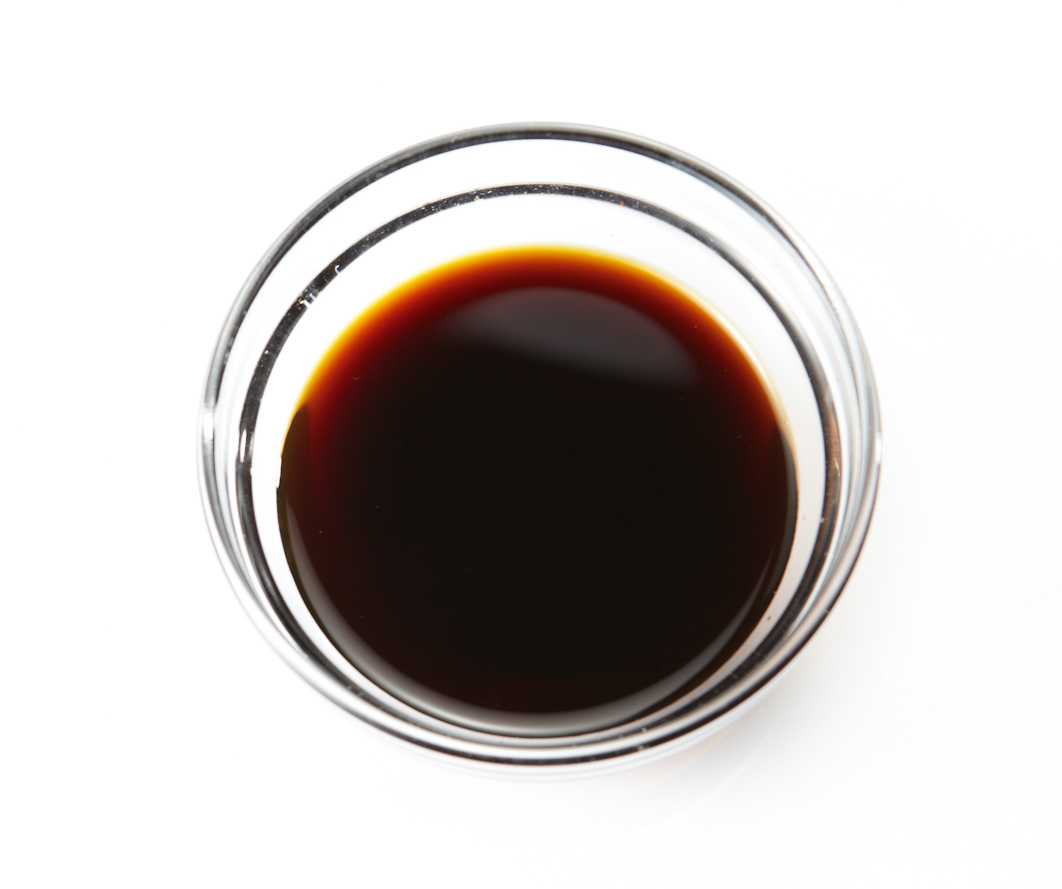
Sos sojowy (shōyu) to przyprawa o smaku umami

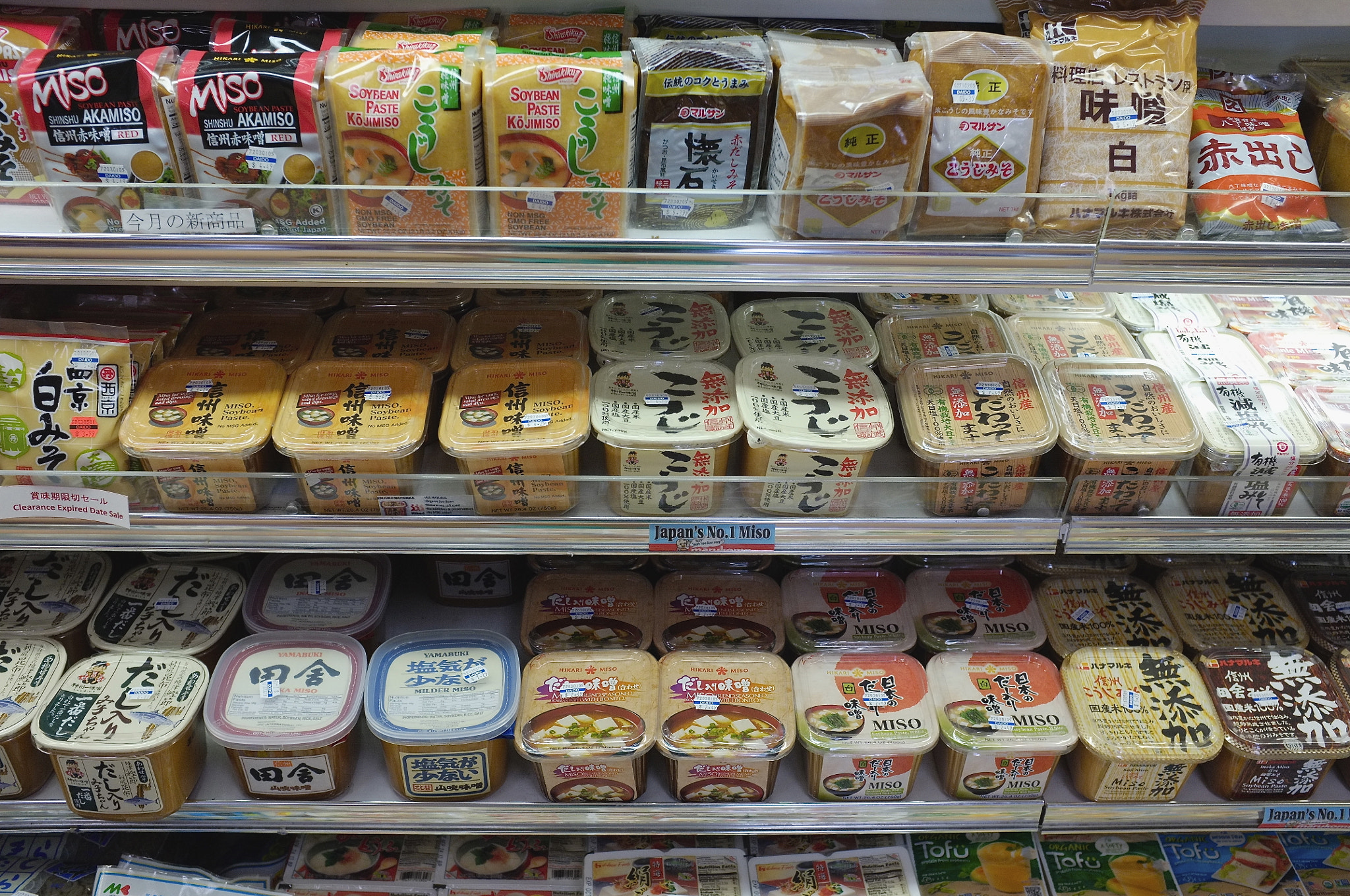
Pasta miso

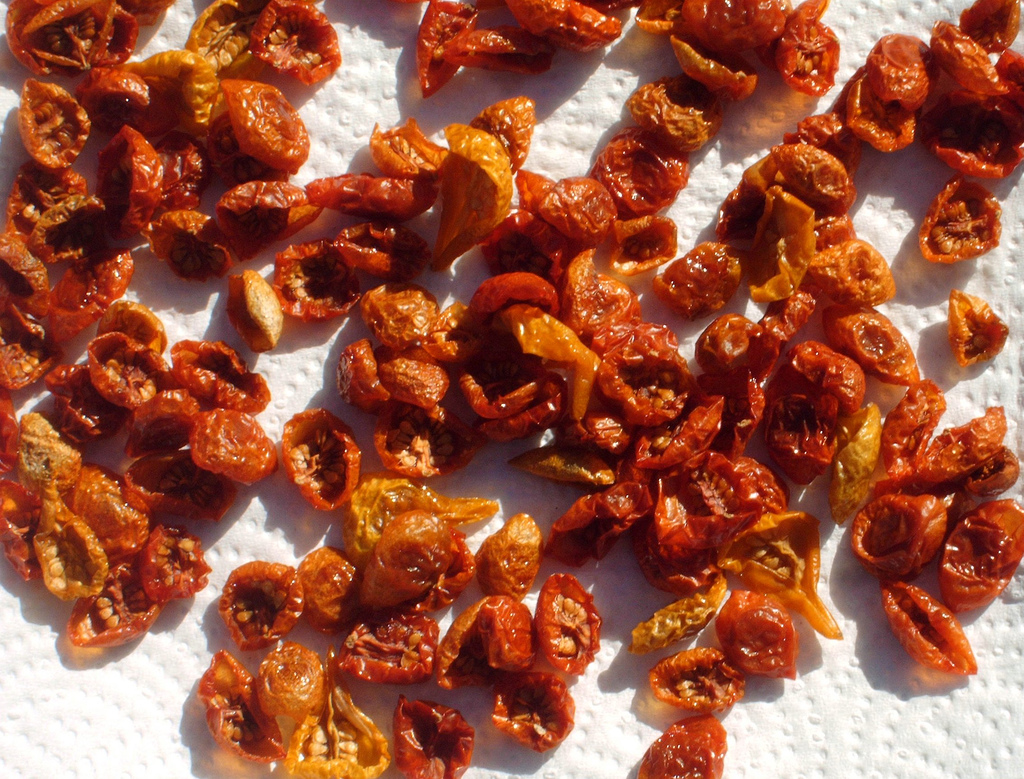
Pomidory suszone na słońcu mają smak umami

Istnieją osobne receptory kwasu glutaminowego, który jest źródłem smaku umami. Technicznie umami to smak glutaminianu, aminokwasu, który jest jednym z elementów budulcowych białka.

## Historia
Umami został po raz pierwszy zidentyfikowany przez japońskiego naukowca, Kikunae Ikedę. W 1908 roku podczas delektowania się miską bulionu z wodorostów o nazwie kombu-dashi zauważył, że pikantny smak różni się od czterech podstawowych smaków: słodkiego, kwaśnego, gorzkiego i słonego. Ten dodatkowy smak nazwał „umami”, co w języku japońskim dosłownie oznacza „esencję pyszności”, opisywaną często jako smak mięsisty, pikantny smak, pogłębiający smaczność. 
Zaintrygowany zaczął analizować kompozycję kombu-dashi i w końcu odkrył, że kombu ma charakterystyczny smak dzięki kwasowi glutaminowemu, rodzajowi aminokwasu. Opracował metodę produkcji przyprawy, której kluczowym składnikiem jest glutaminian.
W latach poprzedzających odkrycie Ikeda przebywał na studiach w Lipsku, gdzie zwrócił uwagę na dobry stan zdrowia Niemców, co wzbudziło w nim pragnienie poprawy odżywiania Japończyków. Podobne marzenie podzielał biznesmen zajmujący się sprzedażą ryżu i alkoholu, Saburōsuke Suzuki (1867–1931). Kupił on patent na produkcję substancji przyprawowej od Ikedy i założył firmę Suzuki Pharmaceutical Company, która sprzedawała ten produkt. Po jego udoskonaleniu został przemianowany na ajinomoto (aji-no-moto).
W 2002 roku naukowcy zidentyfikowali receptory smaku umami na ludzkim języku (obok słodkich, kwaśnych, gorzkich i słonych kubków smakowych). Glutaminian występuje naturalnie w ludzkim ciele i w wielu produktach spożywczych, które spożywamy na co dzień, w tym między innymi w: dojrzałych serach, wędlinach, pomidorach, grzybach, łososiu, stekach, anchois, zielonej herbacie.
Naukowcy toczyli spory o istnienie smaku umami od zasugerowania jego istnienia przez Kikunae Ikedę. W 1985 słowo „umami” zostało wykorzystywane do opisu smaku glutaminianów i nukleotydów na pierwszym Międzynarodowym Sympozjum Umami na Hawajach. 
Umami reprezentuje smak kwasu amino L-glutaminowego oraz 5'-rybonukleotydów takich jak guanozyno-5'-monofosforan. Smak umami powstaje na skutek detekcji karboksylowego anionu glutaminy w wyspecjalizowanych komórkach receptorowych obecnych na ludzkich i zwierzęcych językach. Skutkuje zbalansowaniem smaku i dopełnieniem zapachu potrawy. Umami polepsza jakość szerokiej gamy potraw. Kwas glutaminowy w czystej postaci daje słabe odczucie smaku umami. Dopiero jego sole, glutaminiany, łatwo ulegają jonizacji, uwalniając jego charakterystyczny posmak, którego intensywność może być dodatkowo zwiększona przez obecność guanozyno-5'-monofosforanu.

## Źródła
Kwas glutaminowy obficie występuje w pokarmach bogatych w białko (takich jak mięso), w potrawach sfermentowanych i zleżałych (sery parmezan, roquefort), w wodorostach, w sosach: rybnym i sojowym, a także w pomidorach, orzechach, winogronach, brokułach i grzybach.
Glutaminian sodu jest wykorzystywany w kuchniach azjatyckich jako przyprawa odpowiadająca temu smakowi.